# Alin Stoica
Alin Tudor Stoica, né le 10 décembre 1979 à Bucarest, est un footballeur international roumain. Il possède également la nationalité belge en 2001. Il évolue au poste de meneur de jeu.

## Biographie
Alin Stoica est le fils de l'ancien footballeur international roumain Tudorel Stoica. Formé au Steaua Bucarest, il joue par la suite au RSC Anderlecht et au FC Bruges. Bien que très talentueux, il connaît des échecs successifs dans deux des plus grands clubs belges à cause d'un mental pas toujours à la hauteur de sa technique haut de gamme.
En 2005, il quitte le FC Bruges pour l'AC Sienne en Serie A où il ne peut faire ses preuves à cause d'une blessure. En 2005, il retourne en Roumanie pour relancer sa carrière au National Bucarest puis au Politehnica Timisoara. 
Il revient l'année suivante en Belgique, au KAA La Gantoise où il revient progressivement à son meilleur niveau sous la houlette de Georges Leekens. Après l'arrivée de Trond Sollied, Stoica joue moins et en janvier 2008, il décide, en accord avec son club, de casser son contrat pour rejoindre en fin de mercato le Royal Excelsior Mouscron.
Après son dernier match en avril 2008, son contrat est de nouveau cassé et il s'entraîne en D2 roumaine au National Bucarest pour garder la forme. En mars 2009, après 11 mois sans jouer, il signe un contrat avec le FC Brașov jusqu'en fin de saison, avec option pour un an. Mais il ne joue pas le moindre match avec le club roumain. 
Le 3 juillet 2009, il rejoint pour deux ans le FK Vojvodina Novi Sad, vice-champion de Serbie en titre.

## Palmarès

### Steaua Bucarest
- Champion de Roumanie en 1996
- Vainqueur de la Coupe de Roumanie en 1996

### RSC Anderlecht
- Champion de Belgique en 2000 et  2001
- Vainqueur de la Coupe de la Ligue belge en 2000
- Finaliste de la Coupe de Belgique en 1997
- Vainqueur de la Supercoupe de Belgique en 2000 et 2001

### FC Bruges
- Champion de Belgique en 2003 et 2005
- Vainqueur de la Coupe de Belgique en 2004

### Distinctions personnelles
- Jeune Pro de l'année en 2001